# 2018年アイスホッケー世界選手権
2018年アイスホッケー世界選手権は、国際アイスホッケー連盟によって開催された第82回目のアイスホッケー世界選手権である。6つのディビジョン・グループに分かれて開催される。その結果に応じ次回大会での参加ディビジョンが振り分けられる。

## チャンピオンシップ
チャンピオンシップは5月4日から20日まで、デンマーク・ヘアニングのユスケ・バンク・ボクセンとコペンハーゲンのロイヤル・アリーナで開催された。
最終順位
1. スウェーデン
2. スイス
3. アメリカ合衆国
4. カナダ
5. フィンランド
6. ロシア
7. チェコ
8. ラトビア
9. スロバキア
10. デンマーク
11. ドイツ
12. フランス
13. ノルウェー
14. オーストリア
15. ベラルーシ  — 次回大会ディヴィジョン I Aに降格
16. 韓国  — 次回大会ディヴィジョン I Aに降格